# Этамзилат
Этамзила́т (англ. Etamsylate, CAS-код 2624-44-4, брутто-формула C10H17NO5S) — лекарственный препарат, гемостатическое средство. Белый с розоватым оттенком кристаллический порошок. Легко растворим в воде, растворим в спирте.

## Фармакологическое действие
Гемостатическое средство; оказывает также ангиопротекторное и проагрегантное действие. Стимулирует образование тромбоцитов и их выход из костного мозга. Гемостатическому действию, обусловленому активацией формирования тромбопластина в месте повреждения мелких сосудов и снижением образования в эндотелии сосудов простациклина PgI2, способствует повышению адгезии и агрегации тромбоцитов, что в конечном счёте приводит к остановке или уменьшению кровоточивости.
Увеличивает скорость образования первичного тромба и усиливает его ретракцию, практически не влияет на концентрацию фибриногена и протромбиновое время. Дозы более 2-10 мг/кг не приводят к большей выраженности эффекта. При повторных введениях тромбообразование усиливается.
Обладая антигиалуронидазной активностью и стабилизируя аскорбиновую кислоту, препятствует разрушению и способствует образованию в стенке капилляров мукополисахаридов с большой мол. массой, повышает резистентность капилляров, снижает их хрупкость, нормализует проницаемость при патологических процессах.
Уменьшает выход жидкости и диапедез форменных элементов крови из сосудистого русла, улучшает микроциркуляцию.
Не обладает гиперкоагуляционными свойствами, не способствует тромбообразованию, не оказывает сосудосуживающего действия.
Восстанавливает патологически изменённое время кровотечения. На нормальные параметры системы гемостаза не влияет.
Гемостатический эффект при в/в введении этамзилата наступает через 5-15 мин, максимальный эффект проявляется через 1-2 ч. Действие продолжается в течение 4-6 ч, затем в течение 24 ч постепенно ослабевает; при в/м введении эффект наступает несколько медленнее. При приёме внутрь максимальное действие наблюдается через 2-4 ч. После курсового лечения эффект сохраняется в течение 5-8 суток, постепенно ослабевая.

## Фармакокинетика
Хорошо абсорбируется как при в/м введении, так и после приёма внутрь. Терапевтическая концентрация в крови — 0.05-0.02 мг/мл. Равномерно распределяется в различных органах и тканях (зависит от степени их кровоснабжения). Слабо связывается с белками и форменными элементами крови. Быстро выводится из организма, главным образом — почками (в неизмененном виде), а также с желчью. T1/2 после в/м введения — 2.1 ч, после в/в — 1.9 ч. Через 5 мин после в/в введения почками выделяется 20-30 % введённого препарата, полностью выводится через 4 ч.

## Применение
Показания
Профилактика и остановка кровотечений: паренхиматозные и капиллярные кровотечения (в том числе травматическое, в хирургии при операциях на сильно васкуляризированных органах и тканях, при оперативных вмешательствах в стоматологической, урологической, офтальмологической, отоларингологической практике, кишечное, почечное, лёгочное кровотечения, метро- и меноррагии при фибромиоме и др.), вторичные кровотечения на фоне тромбоцитопении и тромбоцитопатии, гипокоагуляция, гематурия, внутричерепное кровоизлияние (в том числе у новорождённых и недоношенных детей), носовые кровотечения на фоне артериальной гипертензии, лекарственные кровотечения, геморрагический васкулит, геморрагический диатез (в том числе болезнь Верльгофа, Виллебранда-Юргенса, тромбоцитопатия), диабетическая микроангиопатия (геморрагическая диабетическая ретинопатия, повторное кровоизлияние в сетчатку, гемофтальм).
Противопоказания
Гиперчувствительность, тромбоз, тромбоэмболия, острая порфирия.
С осторожностью
При кровотечениях на фоне передозировки антикоагулянтов.
Побочное действие
Изжога, тяжесть в эпигастральной области, головная боль, головокружение, гиперемия кожи лица, снижение систолического АД, парестезии нижних конечностей, аллергические реакции.
Применение при беременности и кормлении грудью
При беременности возможно, если ожидаемый эффект терапии превышает потенциальный риск для плода (безопасность применения этамзилата при беременности не установлена). На время лечения следует прекратить грудное вскармливание.

## Режим дозирования
В/в, в/м и внутрь. В офтальмологической практике — в виде глазных капель и ретробульбарно.
Внутрь, разовая доза для взрослых — 0.25-0.5 г, при необходимости может быть увеличена до 0.75 г; парентерально — 0.125-0.25 г, при необходимости увеличивают до 0.375 г.
Взрослым: при оперативных вмешательствах профилактически — в/в или в/м за 1 ч до операции — 0.25-0.5 г или внутрь, независимо от приёма пищи, за 3 ч до операции — 0.5-0.75 г. При необходимости — 0.25-0.5 г в/в во время операции и профилактически — 0.5-0.75 г в/в, в/м или 1.5-2 г внутрь, равномерно в течение суток — после операции.
При кишечных, лёгочных кровотечениях — внутрь, по 0.5 г в течение 5-10 дней, при продолжении курса лечения дозу снижают; при метро- и меноррагиях — те же дозы в период кровотечений и 2 последующих циклов.
При геморрагических диатезах, заболеваниях системы крови, диабетических ангиопатиях — внутрь, по 0.75-1 г/сут, через равные промежутки, курсами по 5-14 дней.
Детям: при оперативных вмешательствах профилактически — внутрь, 1-12 мг/кг в 2 приёма в течение 3-5 дней. При необходимости во время операции — в/в, 8-10 мг/кг.
Для предупреждения кровотечений после операции — внутрь, по 8 мг/кг.
При геморрагическом синдроме — в разовой дозе 6-8 мг/кг внутрь, 3 раза в день, курсами 5-14 дней; курс можно повторить через 7 дней.
Геморрагии при диабетической микроангиопатии — в/м, по 0.25-0.5 г 3 раза в день или по 0.125 г 2 раза в день в течение 2-3 мес.
Раствор для инъекций можно применять местно (стерильный тампон пропитывают и накладывают на рану).

## Взаимодействие
Фармацевтически несовместим (в одном шприце) с др. ЛС.
Введение в дозе 10 мг/кг за 1 ч до декстранов (средняя мол.масса 30-40 тыс. Da) предотвращает их антиагрегантное действие; введение после не оказывает гемостатического действия.
Возможно сочетание с аминокапроновой кислотой и менадиона натрия бисульфитом.

## Особые указания
Необходима осторожность (несмотря на отсутствие индукции тромбообразования) при назначении этамзилата больным с тромбозами или тромбоэмболиями в анамнезе.
При геморрагических осложнениях, связанных с передозировкой антикоагулянтов, рекомендуется использовать специфические антидоты. Использование этамзилата у больных с нарушенными показателями свёртывающей системы крови возможно, но оно должно быть дополнено введением ЛС, устраняющих выявленный дефицит или дефект факторов свёртывающей системы.